# Heinrich Johann Nepomuk von Crantz
Heinrich Johann Nepomuk von Crantz (Roodt-sur-Eisch, 25 de novembre de 1722 – Judenburg, Àustria, 18 de gener de 1799) va ser un metge i botànic luxemburguès.
Es va doctorar en medicina a Viena l'any 1750. Va ser un dels primers deixebles de Gerard van Swieten (1700–1772).
Estudià obstetrícia amb André Levret (1703–1780) i amb Nicolas Puzos (1686–1753) a Paris i també a Londres.
Va escriure les obres: Einleitung in eine wahre und gegründete Hebammenkunst (1756), Commentarius de rupto in partus doloribus a foetu utero (1756), Commentatio de instrumentorum in arte obstetricia historia utilitate et recta ac praepostera applicatione (1757), De systemate irritabilitatis (1761), Materia medica et chirurgica (tres volums, 1762) (Vol. 1 - 3 1765 Digital edition per la Universitat de Düsseldorf), De aquis medicatis principatus Transsylvaniae (1773) i Die Gesundbrunnen der Österreichischen Monarchie (1777).
Recomanà millors mètodes d'higiene.
El gènere de plantes Crantzia (Gesneriaceae) el recorda i li va donar aquest nom el botànic Thomas Nuttall.